# Stoas Hogeschool
De Stoas Hogeschool is een voormalige Nederlandse hbo-instelling die is opgegaan in Aeres Hogeschool, onderdeel van de Aeres-groep.

## Geschiedenis
De agrarische sector nam in de jaren 1970 zelf het initiatief voor een gezamenlijke agrarische lerarenopleiding en in het begin van de jaren 1980 kwam vanuit het Ministerie van Landbouw en Visserij de wens om de agrarische lerarenopleidingen te bundelen. Op 16 maart 1981 werd de Stichting tot Ontwikkeling van Agrarische onderwijskunde en Scholing (afgekort Stoas) opgericht, met vestigingen in Dronten en 's-Hertogenbosch. Vanaf 2013 werden beide locaties na een korte periode in de voormalige Hogeschool Diedenoort aan de Churchillweg te Wageningen gevestigd op de Wageningen Campus, in een nieuw onderkomen langs de Mansholtlaan.
In de zomer van 2012 zijn de CAH en Stoas Hogeschool gefuseerd tot Vilentum Hogeschool. Stoas heette vanaf dat moment voluit Stoas Wageningen | Vilentum Hogeschool. Op 1 september 2016 werden een nieuwe naam en huisstijl gelanceerd, en kwam Aeres Hogeschool met faculteiten in Wageningen, Almere, Dronten tot stand.